# Sérgio Echigo
Sérgio Echigo (escritura japonesa: セルジオ 越後 (Serujio Echigo); São Paulo, Brasil, 28 de julio de 1945) es un exfutbolista Nipo-brasileño que se desempeña como presidente de la JAFA (Federación Japonesa de Fútbol Amputado).

## Carrera

### Brasil
Hijo de inmigrantes japoneses en São Paulo. A los 17 años hace las pruebas en el equipo juvenil del Corinthians jugando como mediocampista y extremo derecho. Estuvo en el club durante un año, en este periodo se hace amigo del ex-seleccionado brasileño, Rivelino. Después del fin de su contrato trabajó como vendedor en una empresa siderúrguca hasta que firmar por el Trespontano, pasando por el Bragantino y el Paulista.

### JSL
En 1972 se une al Towa Soccer (predecesor del Shonan Bellmare) de la JSL, siendo el primer jugador contrato profesional de la liga, a su debut ante el Mitsubishi asistieron más de 20.000 espectadores al antiguo Estadio Olímpico de Tokio (el cuádruple de lo normal) .

## Estilo de juego
Echigo fue un jugador muy técnico, reconocido por sus fintas y dribles. Es el responsable de inventar la técnica conocida como 'Elástico', movimiento que la leyenda del fútbol brasileño Rivelino adoptó y perfeccionó mientras eran compañeros de equipo en el Corinthians durante la temporada de 1964.

## Clubes

### Futbolista
| Club           | País   | Año       |
| -------------- | ------ | --------- |
| Corinthians    | Brasil | 1964-1965 |
| Trespontano AC | Brasil | 1967-1968 |
| Bragantino     | Brasil | 1971      |
| Paulista       | Brasil | 1971      |
| Towa Soccer    | Japón  | 1972-1974 |

## Palmarés

### Campeonatos nacionales
| Título   | Club        | País  | Año  |
| -------- | ----------- | ----- | ---- |
| Copa JSL | Towa Soccer | Japón | 1973 |

### Distinciones individuales
| Título                                          | País  | Año  |
| ----------------------------------------------- | ----- | ---- |
| Equipo del Año de la JSL                        | Japón | 1973 |
| Equipo del Año de la JSL                        | Japón | 1974 |
| Orden del Sol Naciente                          | Japón | 2017 |
| Inducido al Salón de la Fama del fútbol japonés | 2023  |      |

|}